# Charitopus manukyani
Charitopus manukyani är en stekelart som beskrevs av Sakhnov 1993. Charitopus manukyani ingår i släktet Charitopus och familjen sköldlussteklar.
Artens utbredningsområde är Mongoliet. Inga underarter finns listade i Catalogue of Life.